# Джурин (річка)
Джу́рин — річка в Україні, ліва притока Дністра (басейн Чорного моря), в межах  Чортківського району Тернопільської області, тече територією Національного природного парку «Дністровський каньйон».

## Опис
Загальна довжина річки 51 км. Площа водозбірного басейну 301 км². Похил річки 4 м/км. Долина коритоподібна, у пониззі — каньйоноподібна, завширшки 0,15—0,3 до 1,5 км, глибина у пониззі 100—120 м. Заплава двобічна, завширшки 80—100 м, подекуди її нема. Річище завширшки від 0,3 до 7 м, завглибшки до 1,2 м. Живлення мішане. Пересічна витрата води — 50,7 м³/с, максимальна — 174 м³/с. Замерзає у грудні, скресає наприкінці лютого — на початку березня. На річці та її притоках є невеликі ставки.

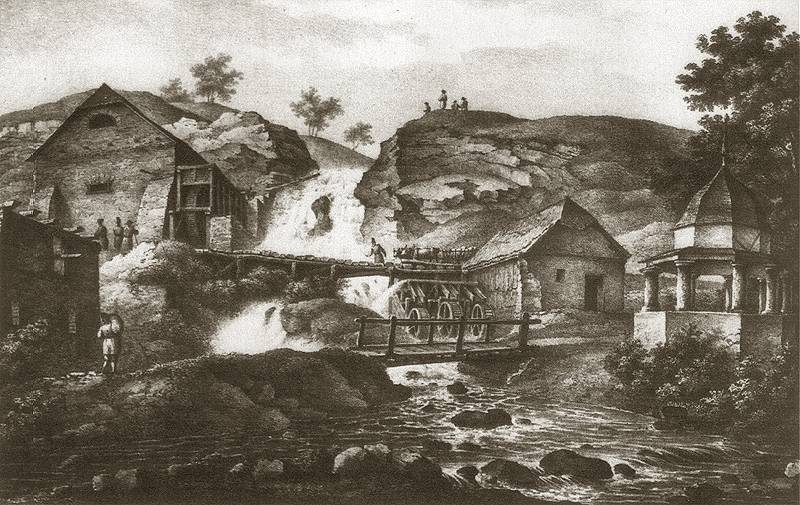
Наполеон Орда — млин на річці Джурин
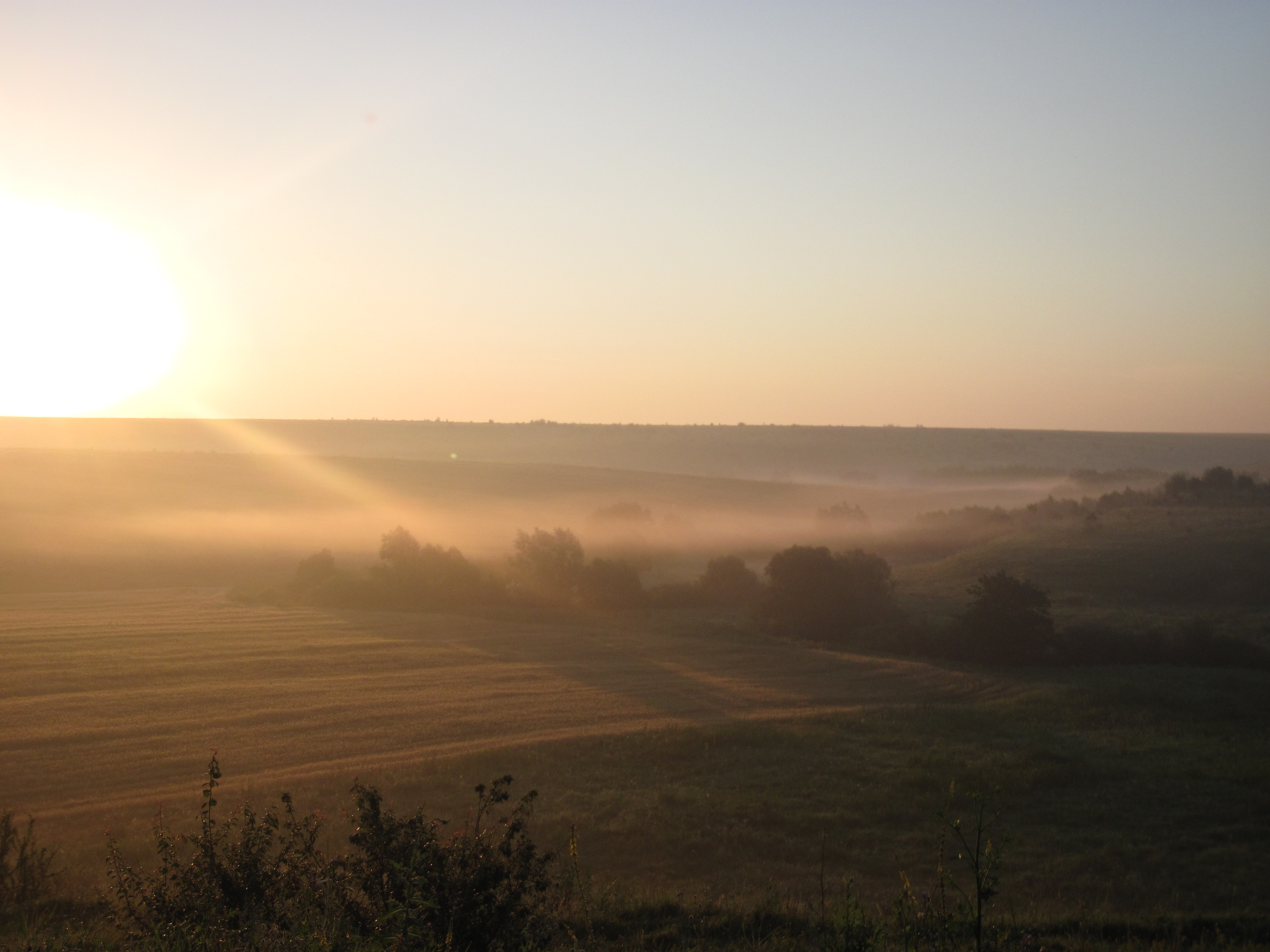
Долина річки Джурин біля села Базар

## Розташування
Джурин бере початок на Подільській височині у місті злиття Лужника з іншими потоками біля села Джуринська Слобідка. Тече з півночі на південь територією Чортківського Тернопільської області.

## Використання
Використовується для водопостачання, рибництва та рекреації. Вздовж берегів розташовані зони відпочинку, наприклад біля села Нирків. Тут на Джурині є штучний водоспад заввишки 16 м і завширшки близько 20 м. Свого часу тут діяла невелика гідроелектростанція, залишки якої збереглися поруч із водоспадом.
У нижній течії збереглися сліди прокладання вузькоколійної залізниці. Зокрема, нижче водоспаду, під правим схилом долини, легко розгледіти рештки залізничного насипу. А між селами Нирків та Шутроминці збереглися ще й руїни залізничного місточка та будівлі, можливо, станційної.

## Гідрологічні пам'ятки природи
Гідрологічні пам'ятки природи місцевого значення:
- Джерело «Дзюрудло»
- Джерело Прало

Ці два джерела розташовані в селі Джурин Чортківського району, в межах долини річки Джурин.

## Притоки
- Лужник (права)
- Поросячка (ліва).

## Населені пункти
Над річкою розташовані такі села (від витоків до гирла): Джуринська Слобідка, Джурин, Полівці, Палашівка, Базар, Буряківка, Кошилівці, Поділля, Садки, Нирків, Устечко.

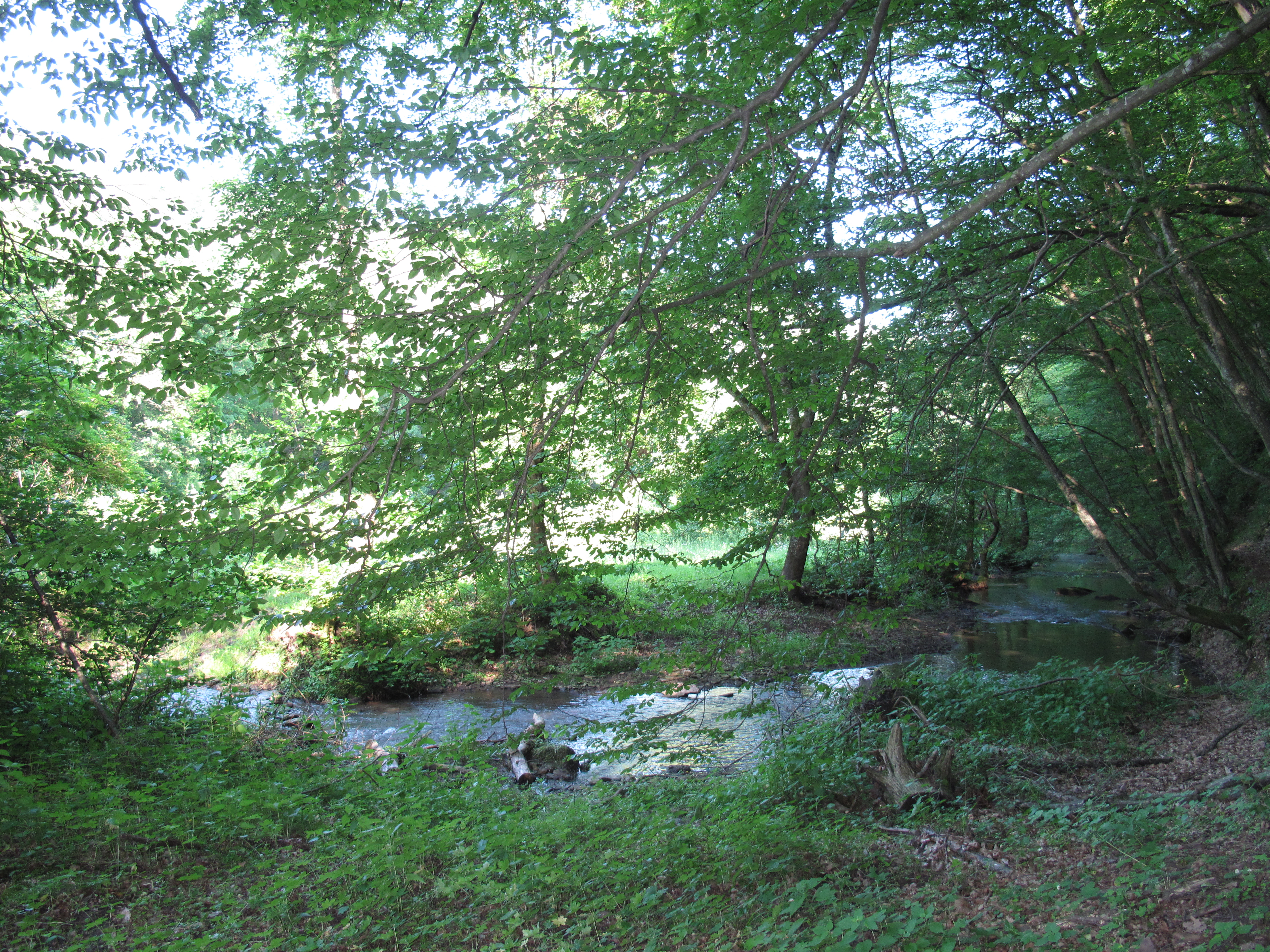
Течія Джурина нижче водоспаду
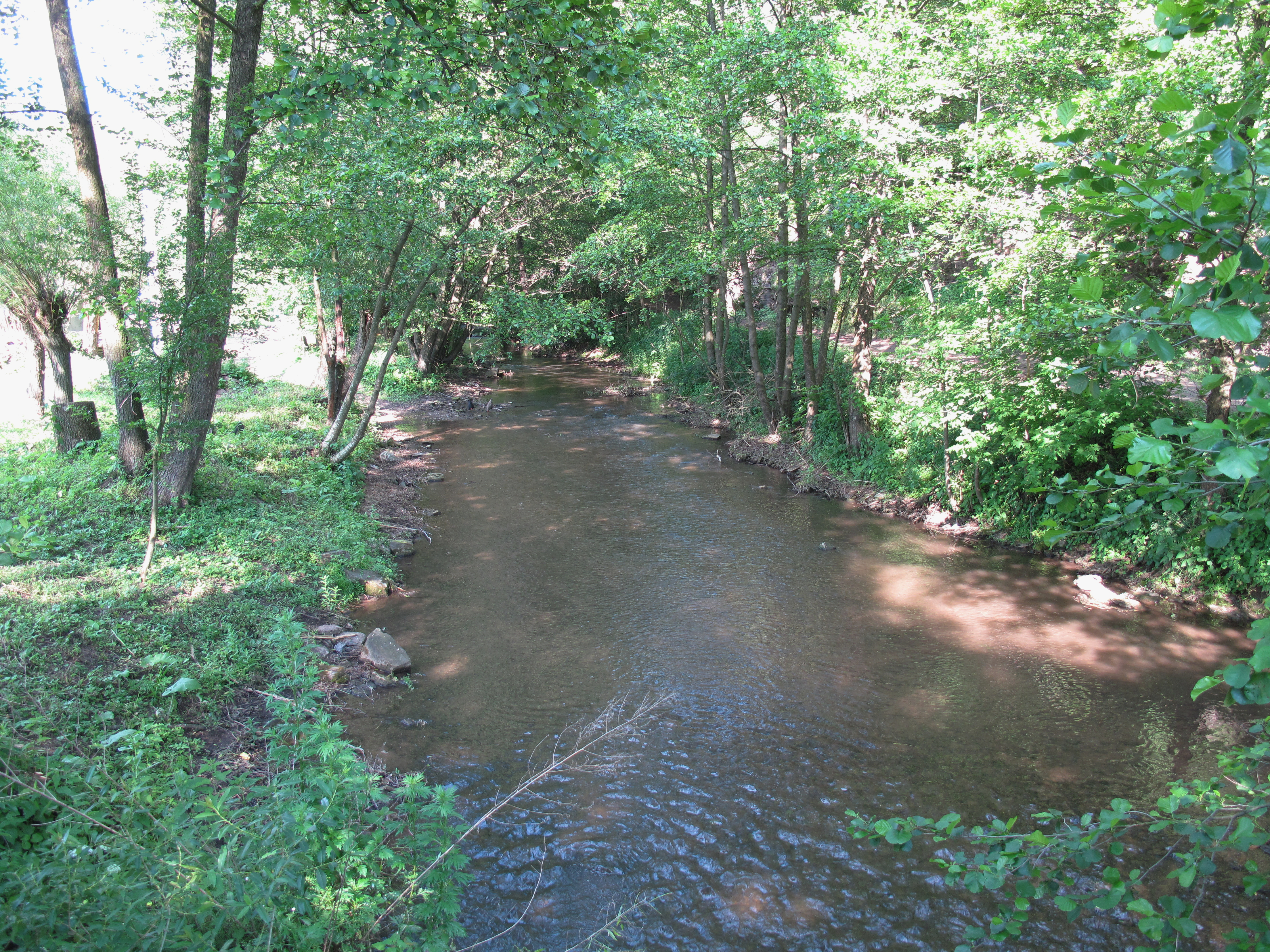
Річка Джурин в селі Устечко